# Гриб, Станислав Иванович
Станислав Иванович Гриб (род. 6 августа 1944, Савичи, Барановичская область) — белорусский учёный в области растениеводства. Академик Национальной академии наук Белоруссии (2003), академик Академии аграрных наук Республики Белоруссия (1994—2002), иностранный член Российской академии сельскохозяйственных наук (2001) и Украинской академии аграрных наук (2001), доктор сельскохозяйственных наук (1988), профессор (1998) .

## Биография
Окончил Белорусскую сельскохозяйственную академию (1966). С 1970 г. заведующий лабораторией Ганусовской опытно-селекционной станции по сахарной свекле, с 1973 заместитель главы Западного селекцентра по зерновым, зернобобовых и крупяных культур, с 1978 г. глава Западного селекцентра, заместитель директора по научной работе Белорусского НИИ земледелия и кормов, одновременно с 1980 г. заведующий отделом, с 1990 г. заведующий лабораторией этого института. В 1995—1997 гг. вице-президент Академии аграрных наук Республики Белоруссия, в 1997—2002 гг. академик-секретарь отделения земледелия НАН РБ. С 2002 г. главный научный сотрудник Института земледелия и селекции Национальной академии наук Белоруссия.
Научные работы в области селекции семеноводства и технологии возделывания зерновых культур. Разработал и реализовал на практике интенсивные сорта зерновых культур с потенциальной урожайностью 8-10 т/га, предложил методы создания генетического разнообразия и идентификации генотипов, сочетающих высокую продуктивность с толерантностью к биотических и абиотичных факторов среды, хорошим качеством продукции. Разработал и внедрил в производство системы адаптированных, ресурсосберегающих сортов ячменя, овса, тритикале, яровой пшеницы.
Автор более 400 научных работ, в том числе 9 монографий, 7 изобретений, 38 авторских свидетельств на сорта растений, из которых 14 включены в реестр иностранных стран.

## Награды
- Государственная премия Республики Белоруссия 1994 года за цикл работ «Разработка методов и результаты селекции высокопродуктивных, ресурсоэкономных сортов ярового ячменя и озимой ржи».
- Орден «Знак Почёта» (1986).

## Основные работы
- Ячменному полю — интенсивные сорта. — Минск: Урожай, 1992.
- Посевной и посадочный материал сельскохозяйственных культур. — Кн. 1-2. — Берлин: TRANSFORM, 2001 (в соавт.).
- Семеноводство. — Минск: Бестпринт, 2004 (в соавт.).